# Festival de fuegos artificiales de Montreal

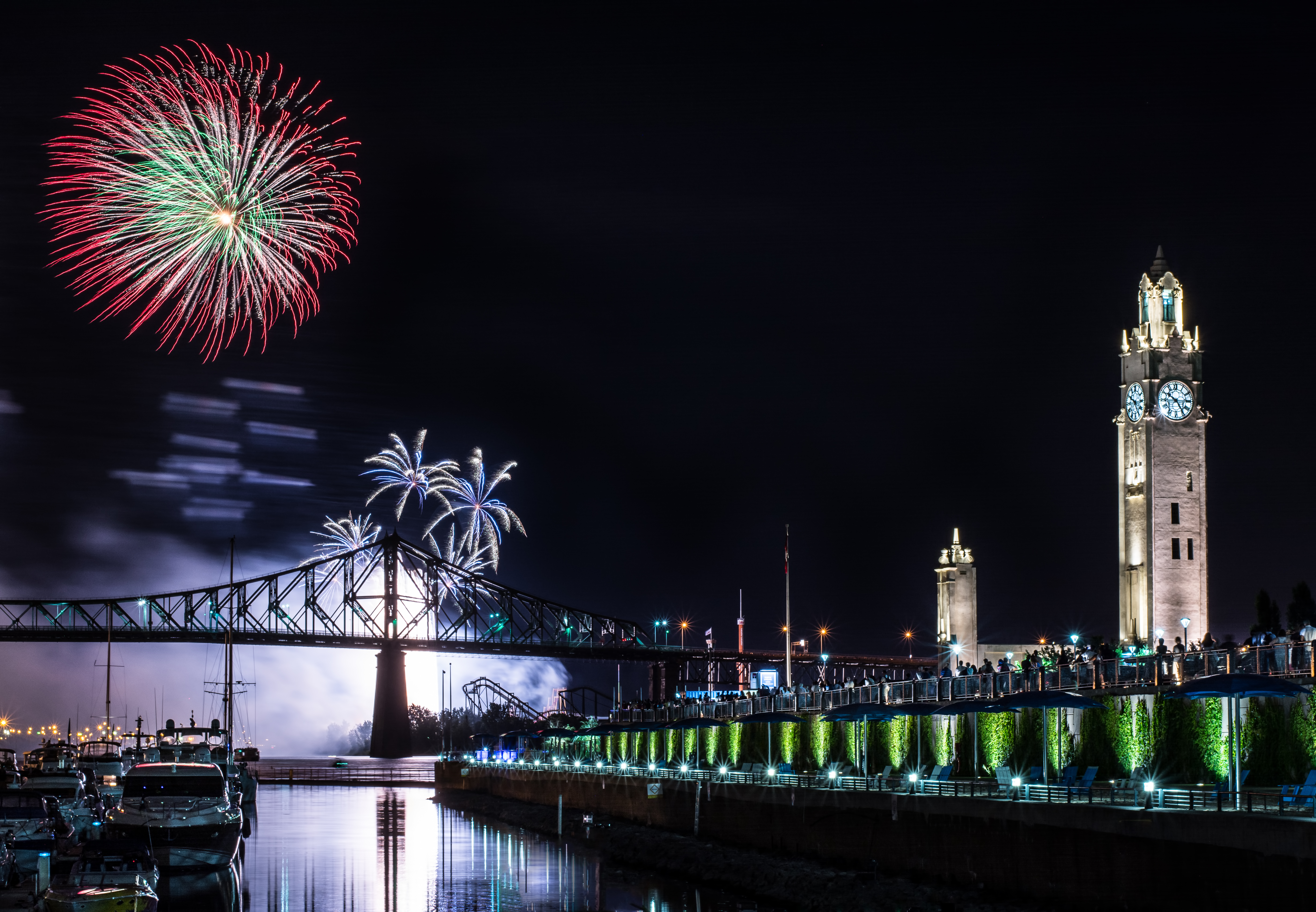
La Torre de Reloj del Montreal durante Festival de Fuegos Artificiales de Montreal.

El Festival de Fuegos Artificiales de Montreal, también conocido como L'International des Feux Loto-Québec o Montreal Fireworks Festival, es el festival de fuegos artificiales más prestigioso y más grande del mundo. Se celebra anualmente en el parque La Ronde sobre el lago Dolphins en Montreal desde 1985, y lleva el nombre de su principal patrocinador, Loto-Québec. Congrega 3 millones de espectadores cada año, con aproximadamente 6.000 fuegos artificiales durante cada espectáculo. Cada verano, ocho o nueve compañías pirotécnicas de diferentes países presentan un espectáculo piro-musical de 30 minutos de duración, compitiendo por los premios Júpiter de oro, plata y bronce.
Para el 20 aniversario de 2004, ocho de los competidores más importantes (todos los que habían ganado el Júpiter de oro) fueron invitados a competir por el Júpiter de platino. Éste fue otorgado a la compañía alemana WECO.
La competición se estructura en una serie de exhibiciones quincenales de fuegos artificiales que comienzan generalmente a finales de junio y terminan a finales de julio. Los fuegos artificiales se sincronizan con la música, que también se emite por una emisora de radio provincial (RockDétente en 2005, Rythme FM 2006). 
Los espectadores pueden comprar las entradas para tener asientos reservados en La Ronde: pueden comprarlos en el mismo sitio, en línea o a través del grupo de admisión para obtener una vista excepcional. Sin embargo, decenas de miles a cientos de miles de personas ven los fuegos artificiales gratis desde lugares cercanos (ver Desde dónde mirar). En 2009 y 2010, los espectáculos se han celebrado los sábados por la noche de junio a agosto sin embargo, en 2011, los espectáculos se llevaron a cabo los miércoles y sábados, de finales de junio hasta finales de julio.

## Ganadores premio Júpiter
| Año  | Júpiter de Oro          | Júpiter de Plata                   | Júpiter de Bronce       |
| 1985 | Francia                 | Italia                             | Japón                   |
| 1986 | España                  | Francia                            | *                       |
| 1987 | Estados Unidos          | Alemania                           | España                  |
| 1988 | España                  | Alemania                           | Estados Unidos          |
| 1989 | Alemania                | Estados Unidos                     | Spain & Canadá          |
| 1990 | Francia                 | España                             | Suiza                   |
| 1991 | Estados Unidos          | Países Bajos                       | Suiza                   |
| 1992 | República Popular China | Estados Unidos                     | España                  |
| 1993 | España                  | República Popular China            | Francia                 |
| 1994 | Estados Unidos          | Australia                          | Japón                   |
| 1995 | Países Bajos            | Francia                            | Italy                   |
| 1996 | Estados Unidos          | España                             | Alemania                |
| 1997 | Italia                  | Alemania                           | Austria                 |
| 1998 | Estados Unidos          | Italia                             | España                  |
| 1999 | Estados Unidos          | Canadá                             | España                  |
| 2000 | Alemania                | España                             | Australia               |
| 2001 | España                  | Australia                          | Taiwán                  |
| 2002 | Francia                 | Portugal                           | Canadá                  |
| 2003 | Canadá                  | Australia                          | Hong Kong               |
| 2004 | Alemania                | *                                  | *                       |
| 2005 | Argentina               | Estados Unidos                     | Canadá                  |
| 2006 | Estados Unidos          | Francia                            | Australia               |
| 2007 | England                 | Alemania                           | Estados Unidos          |
| 2008 | Estados Unidos          | Australia                          | República Popular China |
| 2009 | Canadá                  | Hong Kong, República Popular China | Estados Unidos          |
| 2010 | Canadá                  | Suecia                             | Francia                 |
| 2011 | Italia                  | Francia                            | Australia               |
| 2012 | Estados Unidos          | Portugal                           | Italia                  |
| 2013 | Italia                  | Croacia                            | España                  |
| 2014 | Canadá                  | Australia                          | Francia                 |
| 2015 | Inglaterra              | Francia                            | Hong Kong, China        |
| 2016 | España                  | Suecia                             | Suiza                   |

- *premio desierto

## Equipos ganadores del Júpiter de Oro
- 2016: España (Ricasa)
- 2015: Inglaterra (Jubilee Fireworks LTD)
- 2014: Canadá (Fireworks Spectaculars y Real Pyrotechnie Colab )
- 2013: Italia (Pyroemotions - PyrodigiT Equipo)
- 2012: Estados Unidos (Atlas Pyrovision Producciones)
- 2011: Italia (Pirotecnica Morsani SRL)
- 2010: Canadá (Fireworks Spectaculars)
- 2009: Canadá (Real Pyrotechnie)
- 2008: Estados Unidos (Pyrotecnico)
- 2007: Inglaterra (Dolores Fireworks)
- 2006: Estados Unidos (Melrose Pirotecnia)
- 2005: Argentina (Fuegos Artificiales Júpiter)
- 2004: Alemania - Júpiter de Platino (WECO)
- 2003: Canadá (Real Pyrotechnie)
- 2002: Francia (Société Lacroix-Ruggieri)
- 2001: España (Pirotècnia Igual)
- 2000: Alemania (Weco Pyrotechnische Fabrik)
- 1999: Estados Unidos (Rendimiento Pyrotechnic Asocia)
- 1998: Estados Unidos (Rendimiento Pyrotechnic Asocia)
- 1997: Italia (Ipon s.r.l.)
- 1996: Estados Unidos (Rendimiento Pyrotechnic Asocia)
- 1995: Netherlands (JNS Pyrotechniek)
- 1994: Estados Unidos (Rendimiento Pyrotechnic Asocia)
- 1993: España (Pirotecnia Caballer)
- 1992: China (Soleado Internacional)
- 1991: Estados Unidos (Pyrotechnology Inc.)
- 1990: Francia (Société Étienne Lacroix)
- 1989: Alemania (Lünig Feuerwerk Stuttgart)
- 1988: España (Pirotècnia Igual)
- 1987: Estados Unidos (Austin Fireworks, Inc.)
- 1986:   España (Pirotecnia Caballer)
- 1985: Francia (Société Étienne Lacroix)

## Programa verano 2014
- Sábado 28 de junio: Apertura 2014
- Sábado 5 de julio: Italia
- Sábado 12 de julio: España
- Miércoles 16 de julio: Canadá
- Sábado 19 de julio Estados Unidos
- Miércoles 23 de julio: Francia
- Sábado 26 de julio: Australia
- Sábado 2 de agosto: Tributo a Pink Floyd

## Programa verano 2015
- Miércoles 1 de julio:  Apertura 2015
- Sábado 4 de julio: Inglaterra
- Sábado 11 de julio: Italia
- Miércoles 15 de julio: Canadá
- Sábado 18 de julio:  Hong Kong, China
- Sábado 25 de julio: Estados Unidos
- Miércoles 29 de julio: Francia
- Sábado 1 de agosto: Tributo a Madonna

## Desde dónde mirar
Aunque los fuegos artificiales se disparan desde La Ronde en Île Sainte-Hélène, se pueden ver fácilmente desde muchos puntos en el área de Montreal: en otros lugares en Île Sainte-Hélène; en Longueuil; en el puente Jacques Cartier (que está cerrado al tráfico desde las 8 p. m. hasta el final del espectáculo); en el Puerto Viejo de Montreal; o desde localizaciones a lo largo de la ribera del río San Lorenzo o desde algún barco.